# Liste des ambassadeurs d'Allemagne en Guinée
La liste des ambassadeurs d'Allemagne en république de Guinée contient les ambassadeurs de la République fédérale d'Allemagne en Guinée. L'ambassade est basée à Conakry.
Jusqu'en 2003, l'ambassade était également responsable de la Sierra Leone.
| Nom de famille          | Mandat      | Remarques                               |
| ----------------------- | ----------- | --------------------------------------- |
| Herbert Schröder        | 1959-1961   |                                         |
| Karl-Heinz Wever        | 1962–1966   |                                         |
| Walter Haas             | 1966–1969   |                                         |
| Johann Christian Lankes | 1968-1970   |                                         |
| Horst Uhrig             | 1975–?      |                                         |
| Peter Truhart           | 1984-1987   |                                         |
| Bernd Borchardt         | 1986-1989   | Représentant permanent de l'ambassadeur |
| Hubert Beemelmans       | 1988-1992   |                                         |
| Walter Jürgen Schmid    | 1992-1994   |                                         |
| Hans-Günter Gnodtke     | 1995-1996   |                                         |
| Pius Fischer            | 1996-2001   |                                         |
| Reinhard Buchholz       | 2001-2003   |                                         |
| Dirk Baumgartner        | 2003-2006   |                                         |
| Karl Prince             | 2006-2011   |                                         |
| Hartmut Krausser        | 2011-2015   |                                         |
| Matthias Veltin         | 2015-2019   |                                         |
| Ulrich Meier-Tesch      | depuis 2019 |                                         |